# Stadtbahnstation Science Centre

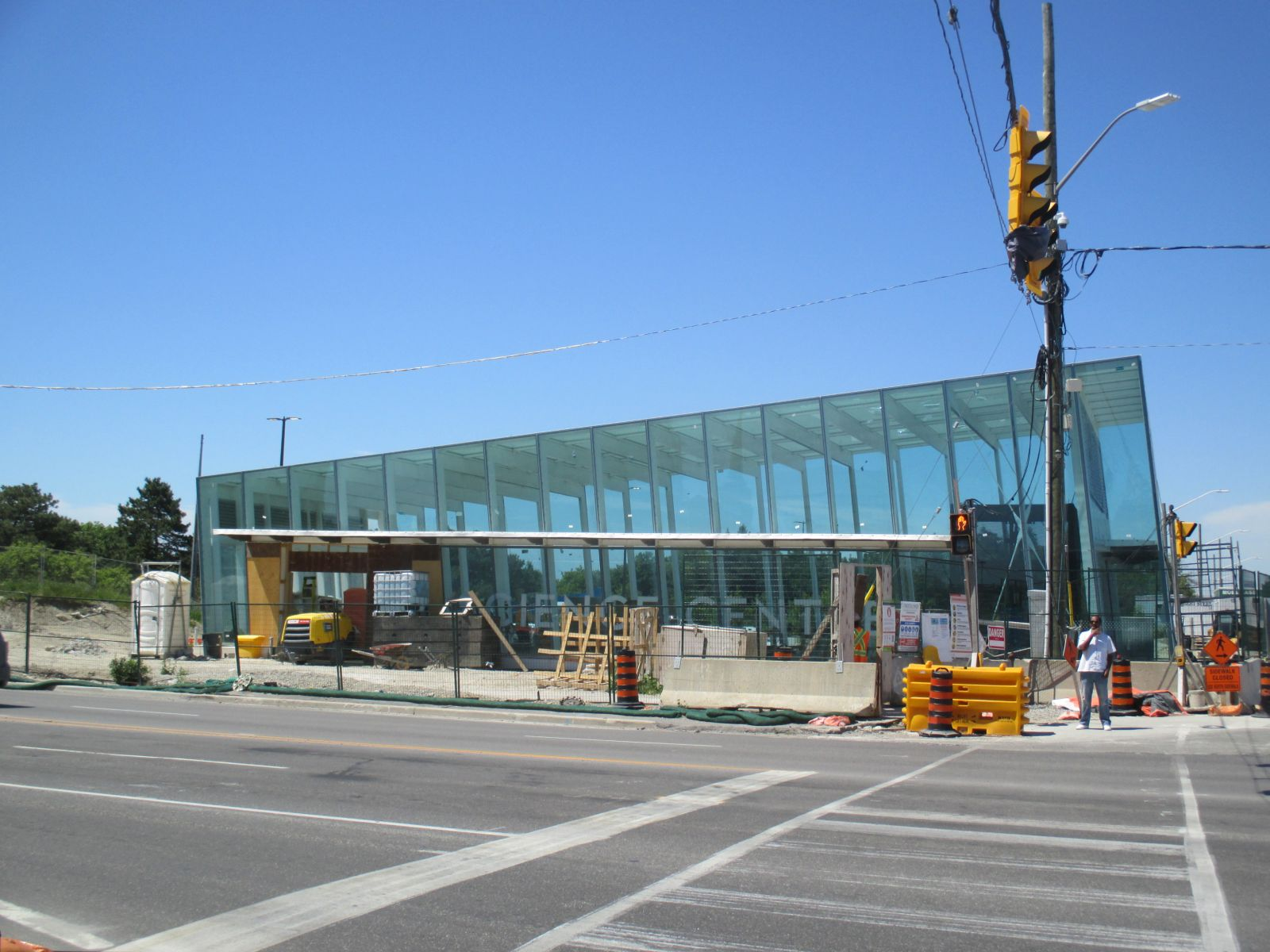
Im Bau befindlicher Haupteingang (Juni 2020)

Science Centre ist eine im Bau befindliche unterirdische Stadtbahnstation in Toronto. Sie entsteht als Teil der Eglinton-Linie, die zum Netz der Toronto Subway gehören wird. Die Station befindet sich im Stadtteil Flemingdon Park, unter der Kreuzung von Eglinton Avenue East und Don Mills Road. Ihre Eröffnung ist für das Jahr 2023 geplant.

## Anlage
Diese Station wird über zwei barrierefreie Eingänge verfügen. Der Haupteingang wird sich an der südöstlichen Ecke der Straßenkreuzung befinden, der Nebeneingang an der nordöstlichen Ecke. Beide werden eine Verbindung zur Verteilerebene herstellen, von wo aus der Mittelbahnsteig auf der zweiten Tiefebene erreicht werden kann. Neben dem Haupteingang steht das namensgebende Ontario Science Centre, während der Nebeneingang in einen gleichzeitig zu errichtenden Busbahnhof integriert sein wird. Dieser wird voraussichtlich von sieben Buslinien der Toronto Transit Commission (TTC) bedient werden und durch einen Fußgängertunnel mit der Verteilerebene verbunden sein.
Die Station liegt in einem kurzen Tunnel zwischen zwei oberirdischen Streckenabschnitten und entsteht in offener Bauweise. Als Teil eines Programms zur künstlerischen Gestaltung wichtiger Umsteigeknoten entlang der Eglinton-Linie wird das Werk Total Lunar Eclipse der britisch-amerikanischen Künstlerin Sarah Morris installiert. Dabei handelt es sich um ein aus Porzellankacheln bestehendes Wandbild, dessen Einzelteile von Hand mit Siebdrucken versehen wurden. Nach Aussagen der Künstlerin ist ihr Werk ein „Wandgemälde, das zum Nachdenken über Konzepte von Licht, Maßstab und Bewegung durch den Raum einlädt“.

## Geschichte
In einem Bericht zuhanden des Vorstands vom 23. November 2015 empfahl die TTC-Direktion eindeutige und unverwechselbare Namen für die Stationen der künftigen Eglinton-Strecke. Eine Benennung nach der Don Mills Road fiel somit außer Betracht, da es bereits die U-Bahn-Station Don Mills an der Sheppard-Linie gibt. Die Wahl fiel stattdessen auf das benachbarte Science Centre. Im Juni 2013 begannen die Tunnelbohrarbeiten an der Eglinton-Strecke und ursprünglich hätte die Station im September 2021 in Betrieb genommen werden sollen. Aufgrund verschiedener unvorhergesehener Probleme während der Arbeiten erklärte die staatliche Verkehrsplanungsgesellschaft Metrolinx im Februar 2020, dass sie erst im September 2022 eröffnet werden wird. Im Dezember 2021 rechnete Metrolinx jedoch damit, dass die Strecke möglicherweise erst zu Beginn des Jahres 2023 in Betrieb gehen könnte.
Am 10. April 2019 präsentierte die Regierung der Provinz Ontario konkrete Planungen für die Ontario-Linie, der Baubeginn war im März 2022. Nach der Eröffnung, die für das Jahr 2030 vorgesehen ist, wäre Science Centre die nördliche Endstation.